# Todd Karner
Todd Karner ist ein US-amerikanischer Schauspieler, Synchronsprecher und Kameramann.

## Leben
Karner machte 2001 seinen Bachelor in Theaterkunst an der Minnesota State University, Mankato. Während seines Studiums stellte er fest, dass er neben seiner Leidenschaft für die Schauspielerei ein natürliches Talent für Phonetik und Akzente hat. Nach seinem Studium zog er nach Irland, wo er in einigen Theaterstücken mitwirkte. Nach seiner Rückkehr in die USA ließ er sich in Los Angeles nieder, wo er Schauspiel und Dialekte lehrte. Erste Rollen hatte er zu Beginn der 2010er Jahre in Birds of a Feather und wenig später in zwei Episoden der Fernsehserie The Upside of Down als Stu. 2018 übernahm er die Rolle des Direktors im Kurzfilm The Critic, der unter anderen am 22. September 2018 auf dem Boston Film Festival und am 26. November 2018 auf dem Kinofilm Festival aufgeführt wurde. 2021 spielte er die Rolle des als Sprengstoffmeister gepriesenen Söldner Karl Manovich im Film Triassic Hunt.

## Filmografie (Auswahl)

### Schauspiel
- 2010: Birds of a Feather (Fernsehfilm)
- 2011: Birds of a Feather
- 2013: The Upside of Down (Fernsehserie, 2 Episoden)
- 2015: Web Atlas (Fernsehserie, Episode 2x03)
- 2016: Now Serving (Fernsehserie, 2 Episoden)
- 2018: The Critic (Kurzfilm)
- 2018: What a Difference a Day Makes (Kurzfilm)
- 2020: Wonderer (Kurzfilm)
- 2021: Triassic Hunt
- 2022: In the Shadows (Fernsehserie)
- 2022: Fever Dreams: A Pulp Collection (Podcastserie, Episode 1x08)
- 2022: 2025 Armageddon – Willkommen im Multiversum (2025 Armageddon)
- 2023: Transmorphers 2: Kriegsbestien-Mech (Transmorphers: Mech Beasts)

### Kamera und Technik
- 2018: The Rap of China (Fernsehserie)
- 2019: People Magazine Investigates: Cults (Miniserie, Episode 2x02)
- 2019: Famous and Fatal (Fernsehfilm)
- 2020: McMillions (Miniserie, Episode 1x01)